# Collegio di Inverclyde
Inverclyde è stato un collegio elettorale scozzese della Camera dei comuni del Parlamento del Regno Unito. Eleggeva un membro del Parlamento con il sistema maggioritario a turno unico; il collegio è stato abolito in occasione della revisione del 2024 ed è stato sostituito dal nuovo Inverclyde and Renfrewshire West.

## Confini
Il collegio copriva l'area dell'Inverclyde, che includeva le città di Gourock, Greenock, Inverkip, Kilmacolm, Port Glasgow e Wemyss Bay.

## Membri del parlamento
| Elezione | Elezione      | Deputato         | Partito          |
| -------- | ------------- | ---------------- | ---------------- |
|          | 2005          | David Cairns     | Laburista        |
| 2011 (S) | Iain McKenzie |                  | Laburista        |
|          | 2015          | Ronnie Cowan     | SNP              |
|          | 2024          | Collegio abolito | Collegio abolito |

## Risultati elettorali

### Elezioni negli anni 2010
| Partito                    | Partito                          | Candidato                  | Risultati 12 dicembre 2019 | Risultati 12 dicembre 2019 |
| Partito                    | Partito                          | Candidato                  | Voti                       | %                          |
| -------------------------- | -------------------------------- | -------------------------- | -------------------------- | -------------------------- |
|                            | SNP                              | Ronnie Cowan               | 19 295                     | 48,35                      |
|                            | Laburista                        | Martin McCluskey           | 11 783                     | 29,53                      |
|                            | Conservatore                     | Haroun Malik               | 6 265                      | 15,70                      |
|                            | Lib Dem                          | Jacci Stoyle               | 2 560                      | 6,42                       |
|                            |                                  |                            |                            |                            |
| Iscritti                   | Iscritti                         | Iscritti                   | 60 622                     | 100,00                     |
| ↳ Votanti (% su iscritti)  | ↳ Votanti (% su iscritti)        | ↳ Votanti (% su iscritti)  | 39 903                     | 65,82                      |
| ↳ Astenuti (% su iscritti) | ↳ Astenuti (% su iscritti)       | ↳ Astenuti (% su iscritti) | 20 719                     | 34,18                      |
|                            |                                  |                            |                            |                            |
|                            | Esito: collegio confermato a SNP |                            |                            |                            |

| Partito                    | Partito                          | Candidato                  | Risultati 8 giugno 2017 | Risultati 8 giugno 2017 |
| Partito                    | Partito                          | Candidato                  | Voti                    | %                       |
| -------------------------- | -------------------------------- | -------------------------- | ----------------------- | ----------------------- |
|                            | SNP                              | Ronnie Cowan               | 15 050                  | 38,50                   |
|                            | Laburista                        | Martin McCluskey           | 14 666                  | 37,52                   |
|                            | Conservatore                     | David Wilson               | 8 399                   | 21,48                   |
|                            | Lib Dem                          | David Stevens              | 978                     | 2,50                    |
|                            |                                  |                            |                         |                         |
| Iscritti                   | Iscritti                         | Iscritti                   | 58 786                  | 100,00                  |
| ↳ Votanti (% su iscritti)  | ↳ Votanti (% su iscritti)        | ↳ Votanti (% su iscritti)  | 39 093                  | 66,50                   |
| ↳ Astenuti (% su iscritti) | ↳ Astenuti (% su iscritti)       | ↳ Astenuti (% su iscritti) | 19 693                  | 33,50                   |
|                            |                                  |                            |                         |                         |
|                            | Esito: collegio confermato a SNP |                            |                         |                         |

| Partito                    | Partito                                  | Candidato                  | Risultati 7 maggio 2015 | Risultati 7 maggio 2015 |
| Partito                    | Partito                                  | Candidato                  | Voti                    | %                       |
| -------------------------- | ---------------------------------------- | -------------------------- | ----------------------- | ----------------------- |
|                            | SNP                                      | Ronnie Cowan               | 24 585                  | 55,11                   |
|                            | Laburista                                | Ronnie Cowan               | 13 522                  | 30,31                   |
|                            | Conservatore                             | George Jabbour             | 4 446                   | 9,97                    |
|                            | Lib Dem                                  | John Watson                | 1 106                   | 2,48                    |
|                            | UKIP                                     | Michael Burrows            | 715                     | 1,60                    |
|                            | CISTA                                    | Craig Hamilton             | 233                     | 0,52                    |
|                            |                                          |                            |                         |                         |
| Iscritti                   | Iscritti                                 | Iscritti                   | 59 317                  | 100,00                  |
| ↳ Votanti (% su iscritti)  | ↳ Votanti (% su iscritti)                | ↳ Votanti (% su iscritti)  | 44 607                  | 75,20                   |
| ↳ Astenuti (% su iscritti) | ↳ Astenuti (% su iscritti)               | ↳ Astenuti (% su iscritti) | 14 710                  | 24,80                   |
|                            |                                          |                            |                         |                         |
|                            | Esito: collegio passa da Laburista a SNP |                            |                         |                         |

| Partito                    | Partito                                | Candidato                  | Risultati 30 giugno 2011 | Risultati 30 giugno 2011 |
| Partito                    | Partito                                | Candidato                  | Voti                     | %                        |
| -------------------------- | -------------------------------------- | -------------------------- | ------------------------ | ------------------------ |
|                            | Laburista                              | Iain McKenzie              | 15 118                   | 53,81                    |
|                            | SNP                                    | Anne McLaughlin            | 9 280                    | 33,03                    |
|                            | Conservatore                           | David Wilson               | 2 784                    | 9,91                     |
|                            | Lib Dem                                | Sophie Bridger             | 627                      | 2,23                     |
|                            | UKIP                                   | Mitch Sorbie               | 288                      | 1,03                     |
|                            |                                        |                            |                          |                          |
| Iscritti                   | Iscritti                               | Iscritti                   | 61 887                   | 100,00                   |
| ↳ Votanti (% su iscritti)  | ↳ Votanti (% su iscritti)              | ↳ Votanti (% su iscritti)  | 28 097                   | 45,40                    |
| ↳ Astenuti (% su iscritti) | ↳ Astenuti (% su iscritti)             | ↳ Astenuti (% su iscritti) | 33 790                   | 54,60                    |
|                            |                                        |                            |                          |                          |
|                            | Esito: collegio confermato a Laburista |                            |                          |                          |

| Partito                    | Partito                                | Candidato                  | Risultati 6 maggio 2010 | Risultati 6 maggio 2010 |
| Partito                    | Partito                                | Candidato                  | Voti                    | %                       |
| -------------------------- | -------------------------------------- | -------------------------- | ----------------------- | ----------------------- |
|                            | Laburista                              | David Cairns               | 20 933                  | 55,89                   |
|                            | SNP                                    | Innes Nelson               | 6 577                   | 17,56                   |
|                            | Lib Dem                                | Simon Hutton               | 5 007                   | 13,37                   |
|                            | Conservatore                           | David Wilson               | 4 502                   | 12,02                   |
|                            | UKIP                                   | Peter Campbell             | 433                     | 1,16                    |
|                            |                                        |                            |                         |                         |
| Iscritti                   | Iscritti                               | Iscritti                   | 59 167                  | 100,00                  |
| ↳ Votanti (% su iscritti)  | ↳ Votanti (% su iscritti)              | ↳ Votanti (% su iscritti)  | 37 512                  | 63,40                   |
| ↳ Astenuti (% su iscritti) | ↳ Astenuti (% su iscritti)             | ↳ Astenuti (% su iscritti) | 21 655                  | 36,60                   |
|                            |                                        |                            |                         |                         |
|                            | Esito: collegio confermato a Laburista |                            |                         |                         |

### Elezioni negli anni 2000
| Partito                    | Partito                                      | Candidato                  | Risultati 5 maggio 2005 | Risultati 5 maggio 2005 |
| Partito                    | Partito                                      | Candidato                  | Voti                    | %                       |
| -------------------------- | -------------------------------------------- | -------------------------- | ----------------------- | ----------------------- |
|                            | Laburista                                    | David Cairns               | 18 318                  | 50,75                   |
|                            | SNP                                          | Stuart McMillan            | 7 059                   | 19,56                   |
|                            | Lib Dem                                      | Douglas Herbison           | 6 123                   | 16,96                   |
|                            | Conservatore                                 | Gordon Fraser              | 3 692                   | 10,23                   |
|                            | Socialista                                   | Davy Landels               | 906                     | 2,51                    |
|                            |                                              |                            |                         |                         |
| Iscritti                   | Iscritti                                     | Iscritti                   | 59 274                  | 100,00                  |
| ↳ Votanti (% su iscritti)  | ↳ Votanti (% su iscritti)                    | ↳ Votanti (% su iscritti)  | 36 098                  | 60,90                   |
| ↳ Astenuti (% su iscritti) | ↳ Astenuti (% su iscritti)                   | ↳ Astenuti (% su iscritti) | 23 176                  | 39,10                   |
|                            |                                              |                            |                         |                         |
|                            | Esito: collegio a Laburista (nuovo collegio) |                            |                         |                         |

## Risultati dei referendum

### Referendum sulla permanenza del Regno Unito nell'Unione europea del 2016
|        | Collegio    | Lasciare UE % | Rimanere in UE % |
| ------ | ----------- | ------------- | ---------------- |
|        | Inverclyde  | 36,2%         | 63,8%            |
| Scozia | 38,0%       | 62,0%         |                  |
|        | Regno Unito | 51,9%         | 48,1%            |

### Referendum sull'indipendenza della Scozia del 2014
|        | Collegio   | Voti NO | % No      | Voti SI | % Sì  |
| ------ | ---------- | ------- | --------- | ------- | ----- |
|        | Inverclyde | 27 329  | 50,1%     | 27 243  | 49,9% |
| Scozia | 2 001 926  | 55,3%   | 1 617 989 | 44,7%   |       |